# 麻生家信
麻生 家信（あそう いえのぶ）は、戦国時代の武将。大内氏の家臣。家延とも表記される。

## 略歴
父・麻生家春とその異母弟である弘家は、周防国山口の大内氏に仕えていた。家春の死後、家督をめぐって争いが起き、大内政弘は弟の弘家に家督を継ぐよう命じる。しかし、家春の子である家信は認めず抵抗し以後3年間に渡り大内氏と戦う。
その後、大内氏の調停により、家督を弘家に譲り、遠賀荘吉木の岡城主に任じられた。